# Murvalevél
A murvalevél (bractea) olyan fellevél, amelynek hónaljából virág vagy virágzat ered. A kocsányon növő apró murvaleveleket (az egyszikűeken egy, a kétszikűeken két ilyen nő) gyakran előlevélnek nevezik. A murvalevelek néha megnövekednek, és lepelszerűen körülveszik a termést.

## Képek

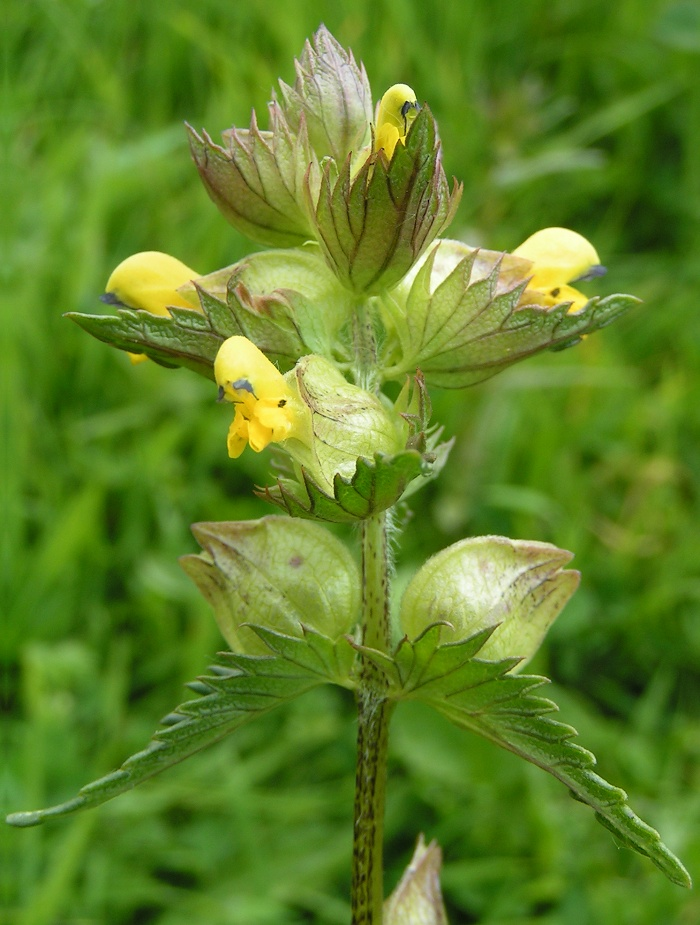
Rhinanthus minor
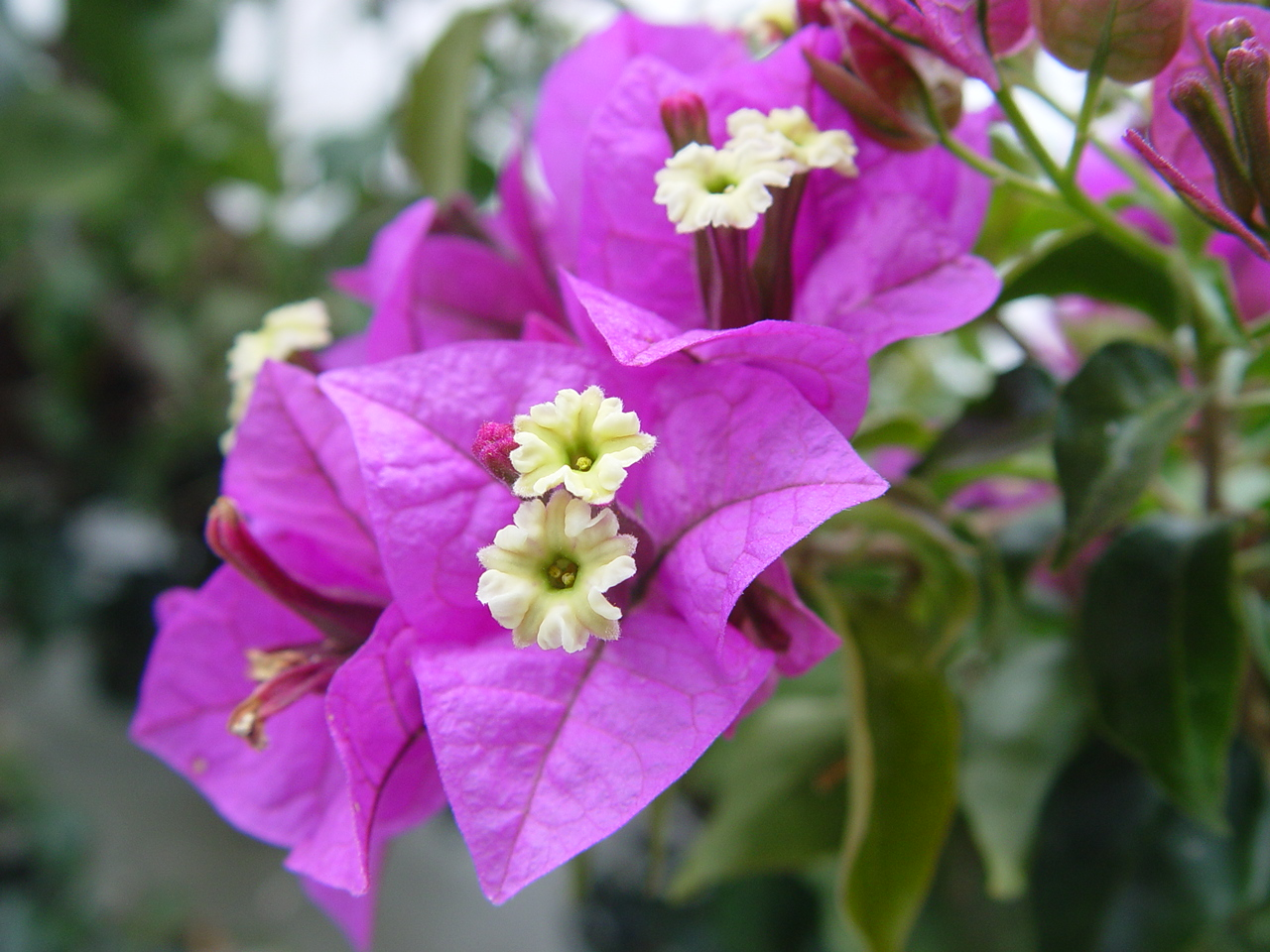
Bougainvillea glabra
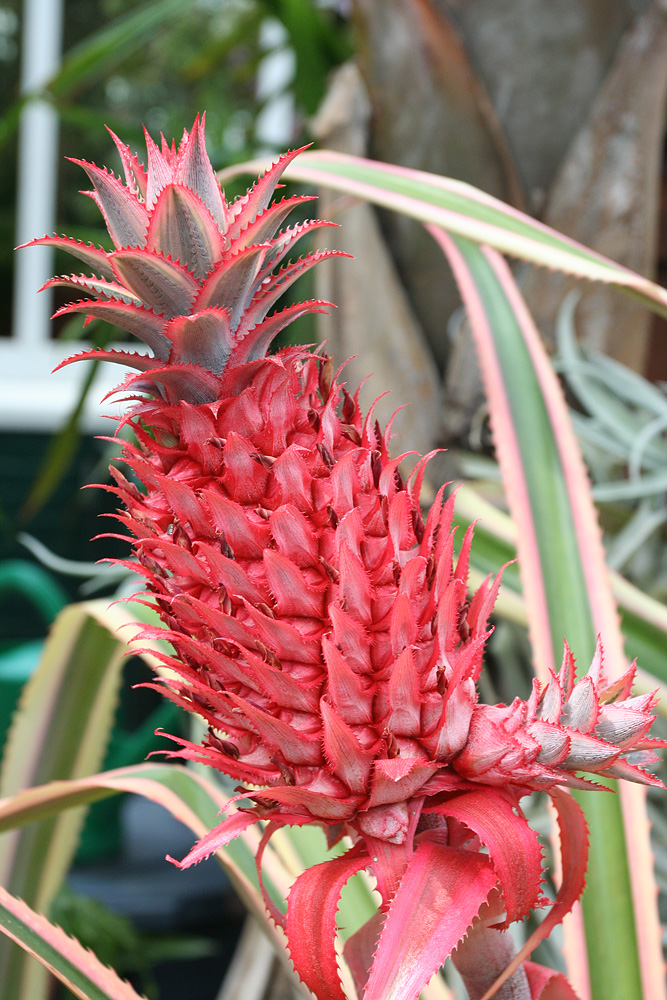
Ananas comosus
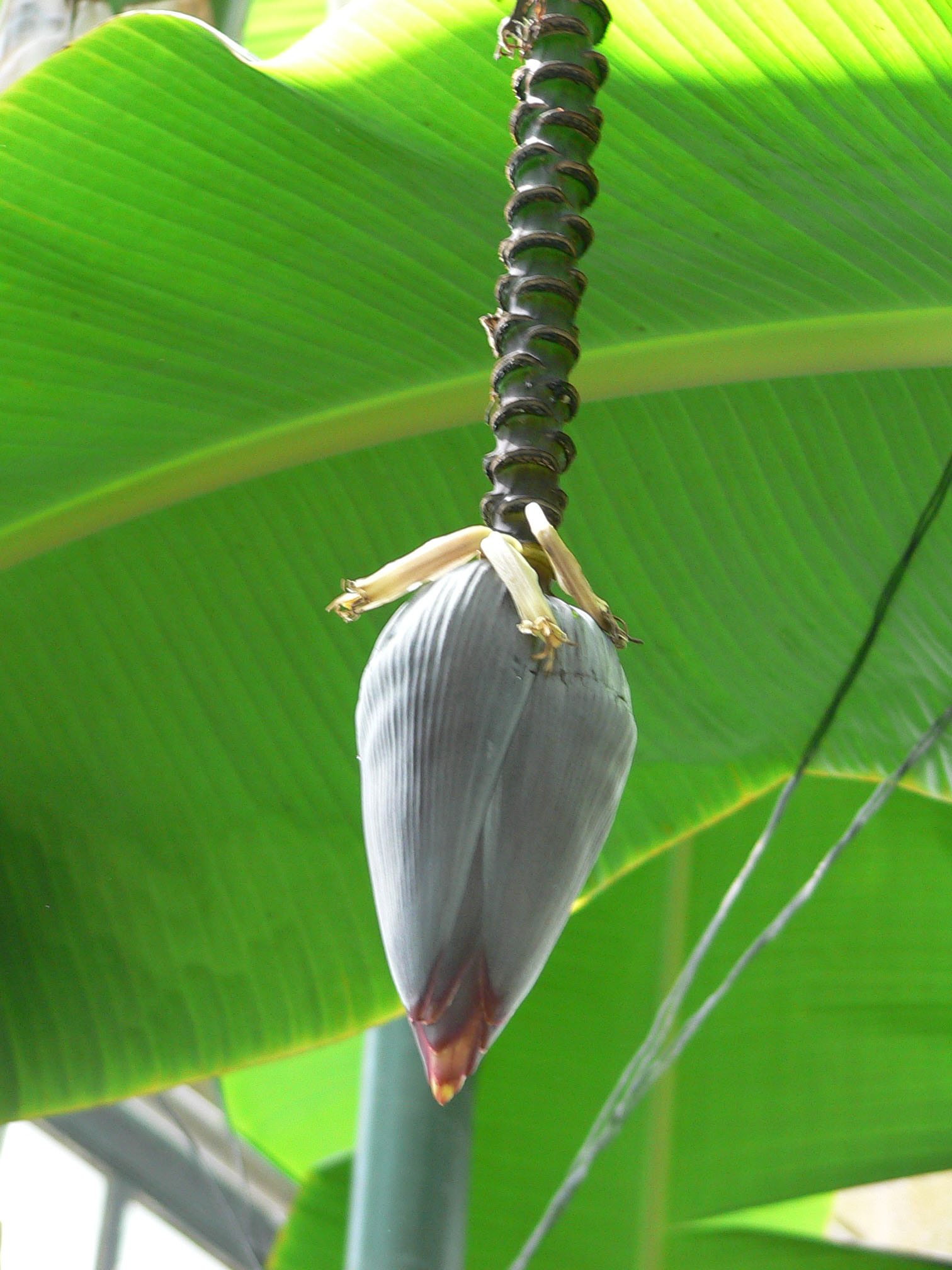
Musa acuminata